# Alexander Goehr
Peter Alexander Goehr (født 10. august 1932 i Berlin, Tyskland, død 26.  august 2024 i Cambridgeshire) var en tysk/engelsk komponist.
Han gjorde sig især bemærket med musikdramatiske værker, f.eks operaen Behold the Sun fra 1985, og kammermusik for mindre, ofte usædvanlige besætninger. Han skrev også 4 symfonier for orkester. Han emigrerede i 1933 med sin familie til England. og levede der som freelancekomponist. Han hører sammen med Peter Maxwell Davies og Harrison Birtwistle til den moderne engelske musiks vigtige eksponenter. 

## Udvalgte værker
- Lille Symfoni (1963) - for orkester
- Symfoni i en sats (1969, Rev. 1981) - for orkester
- Symfoni (1979) - for kammerorkester
- Symfoni "Med Chaconne" (1985-1986) - for orkester